# Marcello Verziera
Marcello Verziera (Róma, 1935. január 22. – Róma, 2018. május 3.) olasz színész, kaszkadőr, ökölvívó.

## Filmjei
- Imádkozz a halálodért! (Se incontri Sartana prega per la tua morte) (1968)
- Az ördög jobb és bal keze (Lo chiamavano Trinità...) (1970)
- Az ördög jobb és bal keze 2. (Continuavano a chiamarlo Trinità) (1971)
- Vadnyugati Casanova (Si può fare... amigo) (1972)
- Vigyázat, vadnyugat! (E poi lo chiamarono il magnifico) (1972)
- La vita, a volte, è molto dura, vero Provvidenza? (1972)
- Mindent bele, fiúk! (...Più forte ragazzi!) (1972)
- Az angyalok is esznek babot (Anche gli angeli mangiano fagioli) (1973)
- Piedone, a zsaru (Piedone lo sbirro) (1973)
- Különben dühbe jövünk (...altrimenti ci arrabbiamo!) (1974)
- Angyali jobbhorog (Anche gli angeli tirano di destro) (1974)
- Fordítsd oda a másik orcád is! (Porgi l'altra guancia) (1974)
- Piedone Hongkongban (Piedone a Hong Kong) (1975)
- Carambola, filotto... tutti in buca (1975)
- Uomini si nasce poliziotti si muore (1976)
- Poliziotti violenti (1976)
- El macho (1977)
- Squadra antitruffa (1977)
- Il figlio dello sceicco (1978)
- Akit Buldózernek hívtak (Lo chiamavano Bulldozer) (1978)
- Seriff az égből (Uno sceriffo extraterrestre... poco extra e molto terrestre) (1979)
- Piedone Egyiptomban (Piedone d'Egitto) (1980)
- Aranyeső Yuccában (Occhio alla penna) (1981)
- Kincs, ami nincs (Chi trova un amico trova un tesoro) (1981)
- Banános Joe (Banana Joe) (1982)
- Az óriási nyomozó (Big Man) (1988, tv-sorozat, három epizódban)
- Fuga da Kayenta (1991)